# Juarez Teixeira
Juarez Teixeira, detto Juarez (Blumenau, 20 settembre 1928), è un ex calciatore brasiliano, di ruolo attaccante.

## Caratteristiche tecniche
Giocava come attaccante, ricoprendo il ruolo di centravanti. Particolarmente abile nella realizzazione, fu tra i migliori realizzatori del Grêmio degli anni 1950. Si guadagnò i soprannomi di Leão do Olímpico (Leone dell'Olimpico) e di Tanque (Carro armato) per il suo stile di gioco.

## Carriera

### Club
Nativo di Blumenau, nello stato di Santa Catarina, proprio in tale regione iniziò la sua carriera da calciatore, vestendo la maglia del Palmeiras, squadra della sua città d'origine. Nel 1949 passò all'Olímpico, con cui ottenne il suo primo trofeo, il campionato statale. Nel 1952 si trasferì nello Stato del Paraná, ove vinse un ulteriore titolo statale con il Ferroviário. Arrivò nel Rio Grande do Sul nel 1954, acquistato dal Renner, e subito vi vinse il campionato Gaúcho: al suo fianco vi erano diversi futuri compagni al Grêmio, tra cui Ênio Andrade, Ênio Rodrigues e Orlando. Trasferitosi al Caxias, vi rimase brevemente in quanto fu prelevato dal Grêmio. Con tale società si affermò come un marcatore prolifico, arrivando anche a conquistare il titolo di maggior realizzatore del campionato nel 1956. Prese inoltre parte alla prima edizione del campionato brasiliano, la Taça Brasil 1959, andando anche a segno. Nel 1961 ebbe una fugace esperienza argentina con la maglia del Newell's Old Boys, e l'anno seguente tornò al Grêmio, dove si ritirò.

### Nazionale
Fu tra i giocatori che Teté, nominato dalla CBD commissario tecnico della Nazionale, incluse nella lista dei convocati per il Campionato Panamericano 1956. Debuttò il 1º marzo 1956 contro il Cile, subentrando a Larry. Giocò poi il suo secondo incontro con il Messico, una settimana dopo, sempre come sostituto di Larry. Nella successiva edizione del torneo, il Campionato Panamericano 1960, giocò un ruolo di maggior rilevanza. Iniziò entrando al posto di Ivo Diogo il 6 marzo contro il Messico, e il 13, subentrando a Marino, marcò la rete della bandiera nella sconfitta per 2-1 con l'Argentina. Il 15 marzo, sempre contro il Messico, fu per la prima volta schierato titolare, e nel 4-0 sulla Costa Rica del 17 marzo segnò una doppietta.

## Palmarès

### Club

#### Competizioni nazionali
- Campionato Catarinense: 1

Olímpico: 1949
- Campionato Paranaense: 1

Ferroviário: 1953
- Campionato Gaúcho: 8

Renner: 1954
Grêmio: 1956, 1957, 1958, 1959, 1960, 1962, 1963

### Nazionale
- Campionato Panamericano: 1

1956

### Individuale
- Capocannoniere del Campionato Gaúcho: 1

1956 (20 gol)